# Fadoua Laroui
Pour les articles homonymes, voir Laroui.
Fadoua Laroui est une femme marocaine qui s'est immolée par le feu le 21 février 2011 suivant la vague de protestations qu'a connu le Moyen-Orient et l'Afrique du Nord en 2010-2011.
Laroui était âgée de 25 ans et mère de deux enfants quand elle a commis son geste. Son immolation faisait suite au refus par les autorités locales de Souk Sebt, dans la région Tadla-Azilal, de lui accorder un logement social au vu de son statut de mère célibataire.
Cet acte, sans pour autant appartenir à la mouvance protestataire du 20 février au Maroc, intervient au même moment que cette vague de manifestations et a suscité une vague de sympathie chez les tenants de ce mouvement.